# Avelsföreningen för svenska varmblodiga hästen
Avelsföreningen för svenska varmblodiga hästen (ASVH) är den officiella avelsföreningen och upprätthåller stamboken för den Svenska varmblodiga hästen. Tillsammans med de 26 anslutna regionala avelsföreningarna arbetar man för att stärka aveln och marknadsföra den svenska varmblodiga hästen. Föreningen ansvarar för avelsvärdering av hingstar och ston genom bruksprov, fölbedömningar, treårstest och kvalitetsbedömning.

## Stambok
Föreningen upprätthåller stamboken och utfärdar hästpass för hästar av rasen Svenskt varmblod, vilket regleras av EU-förordningar nr 504/2008 om identifiering av hästar. Stamboken består av ett huvudavsnitt och en bilaga. Huvudavsnittet är indelat i Grundstambok och Riksstambok, vilka i sin tur är indelade i olika avdelningar. Hästens härstamning och meriter avgör om och i vilken del av stambokens huvudavsnitt den ska införas.

### Grundstambok
Moder till häst som införs i grundstambok skall finnas angiven på språngrulla för hingsten det aktuella betäckningsåret och med normal dräktighetstid angiven skall fölet vara rapporterat året efter.
- Avdelning I

Häst fallen efter godkänt avelsvärderad hingst samt moder med far och morfar berättigade till införande i Riksstambok, avdelning I. 
- Avdelning II

Häst fallen efter godkänt avelsvärderad hingst, men där stoet ej uppfyller härstamningskraven för ASVH:s Grundstambok avdelning I. Dock skall stoets härstamning granskas och accepteras av ASVH.
- Avdelning III

Häst fallen efter hingst, som ej uppfyller rasvisa krav härstamningsmässigt men i övrigt uppfyller rasvisa krav och undan moder som uppfyller kraven för grundstambok avdelning I, eller efter godkänt avelsvärderad hingst och undan moder som ej uppfyller härstamningsmässiga krav men som är införd i Riksstambok avdelning II. Dock skall moderns och faderns härstamning granskas och accepteras av ASVH.

### Stambokens Bilaga
- Avdelning I

Häst fallen efter av ASVH ej godkänt avelsvärderad hingst eller ej avelsvärderad hingst. Fader och moder av varmblodig ridhästras och härstamning i enlighet med kraven för Grundstambok, avdelning I och II, eller Bilaga, avdelning I. 
- Avdelning II

Korsningshäst fallen efter av ASVH godkänt avelsvärderad hingst, men där moderns rastillhörighet ej accepteras av samma grundstambok som fadern. 
- Avdelning III

Övriga hästar av varmblodstyp. Härstamning ska kunna verifieras. 

### Riksstambok
I riksstamboken införes hingstar och ston som skall användas i vidare avel efter kriterier baserade på härstamning, olika individuppgifter och mått, fruktsamhet, resultat från unghästbedömningar, bruksprov och tävlingsstatistik samt om hälsotillstånd och ev. förekomst av ärftligt betingade defekter. 
- Avdelning I

För att ston skall vara berättigad till införande i denna avdelning skall stoet vara 3 år eller äldre, ha minst en avkomma efter godkänt avelsvärderad hingst, vara infört i Grundstambok avdelning I samt vara avelsvärderat av ASVH vid lägst 3 års ålder. 
För att hingst skall vara berättigad till införande i denna avdelning skall hingsten vara godkänt avelsvärderad av ASVH.
- Avdelning II

Ston av varmblodig ridhästras med goda tävlingsmeriter men som inte uppfyller härstamningsmässiga krav för införande i avdelning I och som är avelsvärderat av ASVH vid lägst 3 års ålder.

## Regionala avelsföreningar
- Avelsföreningen Dalahästen
- Avelsföreningen för Varmblodiga Hästen i Örebro län
- Avelsföreningen Sydost
- Bohuslän-Dals Varmblodsklubb
- Föreningen till den Ädla hästens förbättrande i Skaraborgs län
- Gotlands Varmblodsförening
- Gävleborgs Hästavelsförening
- Halländska Hästavelsföreningen
- Halvblodsklubben Malmöhus
- Jönköpings läns Varmblodsförening
- Kronobergs Varmblodsförening
- Mellersta Norrlands Hästavelsförening
- Mälardalens Varmblodsklubb
- Nordvästra Skånes Hästvänner
- Nordöstra Skånes Hästvänner
- Norra Kalmar läns Hästavelsförening
- Norra Älvsborgs läns Hästavelsförening
- Norrbottens Hästavelsförening
- Södermanlands Hästavelsförening
- Södra Kalmar läns Halvblodsklubb
- Södra Älvsborgs läns Hästavelsförening
- Västerbottens Hästavelsförening
- Wermlands Halvblodsförening
- Östergötlands Varmblodsförening
- Österlens Hästvänner
- SWANA, Swedish Warmblood Association of North America